# ココリシン
ココリシン(Coccolysin、EC 3.4.24.30)は、酵素である。ロイシン、フェニルアラニン、チロシン、アラニンの残基を選択的に切断する。
このエンドペプチダーゼは、S. thermophilus、S. diacetilactis、S. faecalisが生産する。